# İsmail Şahin
İsmail Şahin (* 12. Dezember 1975 in Stockach) ist ein deutscher Regisseur, Drehbuchautor und Schauspieler.

## Leben
İsmail Şahin machte eine Ausbildung zum Industriekaufmann. Danach absolvierte er ein Praktikum als Bühnenbildner und -beleuchter in Florenz.
Von 1998 bis 2002 besuchte Şahin die Schauspielschule Zentrum für Schauspiel, Bewegung und Tanz in Köln. Im Jahr 2002 nahm er außerdem an einem Hollywood Acting Workshop in Los Angeles teil. Dort traf er auf Felix Daub, mit dem er gemeinsam die Idee für den Kurzfilm Die gute Tat, der später unter dem Titel Kismet veröffentlicht wurde und im Dezember 2003 vorgestellt wurde, hatte.
Şahin ist seit 2005 mit der Schauspielerin Oona Devi Liebich verheiratet. Beide haben zwei gemeinsame Kinder. Im Jahr 2015 kam ihr gemeinsames Spielfilmdebüt Nicht schon wieder Rudi! in die Kinos. Die Kritiken zum Film waren jedoch eher negativ.

## Filmographie

### Fernsehen
- 2002: Die Anrheiner
- 2002–2005: Gute Zeiten, schlechte Zeiten
- 2005: Was Sie schon immer über Singles wissen wollten
- 2006: Abschnitt 40
- 2006: Der Dicke
- 2007: Die Anrheiner
- 2007: SOKO Leipzig
- 2008: Mordkommission Istanbul – Die Tote in der Zisterne
- 2009: Der Staatsanwalt – Zwischen den Fronten
- 2010: Rote Rosen
- 2010: Der Landarzt – Pflücke den Tag
- 2010–2013: Die Fallers
- 2013: Der Kriminalist
- 2013: SOKO Leipzig
- 2014: SOKO Leipzig
- 2018: Hinter Gittern (Fernsehserie, 1 Folge, Regie)
- 2019–2020: Lena Lorenz, (Fernsehserie, 4 Folgen, Regie)
- 2020: Die Insider (Fernsehfilm-Regie)
- 2021: Mordkommission Istanbul (Fernsehserie, Folge Entscheidung in Athen, Regie)
- 2023: Die Jägerin – Riskante Sicherheit[5]

### Kino
- 2001: Lo(h)sestraße (außerdem führte er selbst Regie)
- 2003: Kismet (Kurzfilm) (außerdem war er Autor und Produzent)
- 2015: Nicht schon wieder Rudi! (Regie)
- 2016: Plan B: Scheiss auf Plan A

### Theater
- 2000: Hautnah (Regie: Estera Neascu Stenzel)
- 2001: Liebestoll (Regie: Ian Halcrow)
- 2002: König Ubu (Regie: Estera Neascu Stenzel)
- 2002: Der Kreidekreis (Regie: Estera Neascu Stenzel)